# Драгану (Валча)
Драгану (рум. Drăganu) насеље је у Румунији у округу Валча у општини Ваља Маре. Oпштина се налази на надморској висини од 234 m.

## Становништво
Према подацима из 2002. године у насељу је живело 721 становника, од којих су сви румунске националности.